# Nuria Fuster
Nuria Fuster (Alcoy, Alicante, 1978) es una artista plástica española reconocida a nivel internacional. En 2016, era destacada en prensa como una de las 20 mujeres más influyentes en el arte español.

## Trayectoria
Fuster cursó sus estudios de Bellas Artes en la Facultat de Belles Arts de Sant Carles en la Universidad Politécnica de Valencia (UPV). Se formó en escultura y grabado tras su paso por la Accademia di Belle Arti di Roma.
Trabaja con objetos que suele encontrar en el espacio público, la mayor parte de las veces desechos. En sus obras, preferentemente esculturas, los muebles y objetos en desuso son su materia prima y el proceso es su recurso. En ese proceso de recuperación y reescenificación, Fuster se cuestiona el propio sentido de la finalidad, yendo con ello más allá de la recontextualización inherente al ready-made.
La obra de Fuster remite al trabajo de artistas como Robert Rauschenberg, Cady Noland o Sarah Lucas. Por otro lado sus trabajos han influido en artistas más jóvenes como José M. Ruiz Bermúdez. Se declara admiradora de la obra de Oteiza porque le descubre una manera de ver y de analizar el espacio escultórico, a partir del estudio del cubo, de las cajas metafísicas. Encuentra en los hitos de la historia del arte muchos motivos a reconsiderar.
Movida por su otra gran pasión, el diseño, en 2013 lanzó una línea de complementos que transferían al textil su universo escultórico. Portable Sculptures supuso su primera colección de productos textiles que realizó gracias a la beca de Diseño de la Fundación Arte y Diseño. Una colección limitada, artesanal y fabricada a mano con productos naturales como la lana, el lino o el algodón.
Fue la encargada de realizar el diseño de la portada de la revista de Fiestas de Moros y Cristianos de Alcoy 2021, encargo que le llegó de la mano de la asesora artística de la Associació de Sant Jordi (ASJ), Mónica Jover. Una portada innovadora que abre la revista de la Fiesta en tiempos de coronavirus en la que aparecen tres objetos muy distintos y con la alegoría como fundamento.
Su trabajo ha estado presente en ferias de arte contemporáneo como Arco, Basel Miami, Armory Show, Art Cologne o PHotoEspaña.

## Obra (selección)
- Cosmologías (2020)
- Walkers (2019)[11]
- CHRONO-MATTER (2019)[12]
- Tamizador (2018)[13]
- Procesador (2018)
- Meteorit (2017)
- Brain (2015)
- Presionador (2013)
- Doblador (2013)
- Don Quijote también esculpió el aire (2012)
- Pieta (2011)
- Esculpidores (2011)

## Publicaciones
- 2016 - The wall of the abysm graphic design. Madrid: Ena Cardenal de la Nuez.

## Reconocimientos
Fuster ha obtenido becas como la Marcelino Botín o Casa Velázquez y ha ganado premios como Generaciones de Caja Madrid o ARTsituacions.